# کریستوف لایتگیب
کریستوف لایتگیب (آلمانی: Christoph Leitgeb؛ زادهٔ ۱۴ آوریل ۱۹۸۵) بازیکن فوتبال اهل اتریش است.
از باشگاه‌هایی که در آن بازی کرده‌است می‌توان به باشگاه فوتبال ردبول زالتسبورگ و باشگاه فوتبال اشتورم گراتس اشاره کرد.
وی همچنین در تیم ملی فوتبال اتریش بازی کرده‌است.